# Chute de Vantawng
La chute de Vantawng (Vantawng Khawhthla en mizo) est une chute d'eau à deux niveaux située à 5 kilomètres au sud de Thenzawl dans le district de Serchhip dans l'État indien du Mizoram. 
Il s'agit de la 13e plus haute cascade d'Inde. Elle mesure 229 mètres.

## Géographie
Elle est située à environ 30 kilomètres de Serchhip et 137 kilomètres d'Aizawl. 